# Oscar Lövgren (politiker)
Oscar Wilhelm Lövgren, född 30 augusti 1888 i Nederkalix församling, död 21 december 1952 i Luleå, var en svensk socialdemokratisk politiker och journalist.
Oscar Lövgren räknar sina anor från smeder och bruksarbetare, och var riksdagsledamot i andra kammaren 1918–1948, fram till 1921 för Norrbottens läns norra valkrets och därefter för Norrbottens läns valkrets. Han tillhörde Sveriges socialdemokratiska vänsterparti fram till 1923 och övergick därefter till Socialdemokraterna.  
I en riksdagsmotion 1922 krävde Lövgren att "den vita rasen måste gottgöra sina oförrätter mot de färgade raserna".
Lövgren var från början sågverksarbetare innan han övergick till den journalistiska och politiska banan. Han var 1930–1947 chefredaktör för tidningen Norrländska Socialdemokraten och var landshövding i Norrbottens län 1947–1952. 
Vid Grodparken i Kalix står en skulptur, en så kallad byst, som föreställer Lövgren.  Dessutom finns en byst av O W Lövgren hos NSD:s centralredaktion i Mediehuset i Luleå.